# Сеть Хаккани
Группировка Хаккани (пушту حقاني شبکې‎) — крупная самостоятельная террористическая организация в Афганистане, которая в союзе с «Талибаном» вела партизанскую борьбу против правительственных сил, а также войск США и других стран НАТО. Основателем экстремистского движения был религиозный деятель мавлави Джалалуддин Хаккани.
В 1980-х годах, на самой заре своего существования, «Сеть Хаккани» вела борьбу против советского контингента в Афганистане. Идеологией организации является национализм и религиозный радикализм. После ухода советских войск из страны, «Сеть Хаккани» вошла в союз с террористическим движением Талибан. Они вместе стремились демонтировать светские порядки и установить власть шариата по всей стране.
В середине 1990-х годов, когда талибы первый раз управляли Афганистаном, «Талибан» захватил большую часть Афганистана, лидер организации Джалалуддин Хаккани занял видные должностные места в правительстве радикальных исламистов. Он обладал высокой степенью влияния в политической жизни террористического государства. Его поддерживали не только местные племена, но также иностранные спонсоры. Тем более у Хаккани были тесные контакты с международным террористическим движением «Аль-Каида», а именно в свою бытность, он был лично знаком с Усамой бен Ладеном. Эти две террористические группы имеют серьёзную координацию друг с другом и стремятся к ведению так называемого глобального джихада против иноверцев.
Глава экстремистской сети Джалалуддин Хаккани был крупным и опасным деятелем в международном движении исламистов. Его бойцы причастны не только к ожесточённой вооружённой борьбе, но также они помогали видным членам Аль-Каиды бежать в Пакистан после прихода в страну международных сил во главе с США.
Несмотря на гибель основателя группировки Хаккани в 2018 году, экстремисты из этой организации продолжают совершать кровавые вылазки и устраивать крупные теракты на территории Афганистана. Они ведут традиционный для партизан асимметричный вид вооружённой борьбы, что затрудняет успех в ликвидации этого движения. Группировка контактирует и координирует свои действия не только с местным Талибаном, но также с иностранными террористическими организациями и бандформированиями, такими как Джаиш-е-Мухаммад, Лашкаре-Тайба, Исламское движение Узбекистана. Этот факт говорит о международной направленности «Сети Хаккани», что создаёт серьёзную угрозу безопасности странам Центральной Азии и Южной Азии.
На данный момент террористическую группировку возглавляет сын погибшего Хаккани — Сираджуддин. Организация базируется на границе с Пакистаном (при этом глава МВД Пакистана Рехман Малик отрицает мнение ЦРУ о том, что Пакистан создал, поддерживает и тренирует эту террористическую сеть). По оценке военного командования США, представляет наибольшую угрозу[уточнить].